# Metz-Tessy
Metz-Tessy – miejscowość i dawna gmina we Francji, w regionie Owernia-Rodan-Alpy, w departamencie Górna Sabaudia. W 2013 roku jej populacja wynosiła 3154 mieszkańców. 
W dniu 1 stycznia 2016 roku z połączenia dwóch ówczesnych gmin – Épagny oraz Metz-Tessy – utworzono nową gminę Épagny-Metz-Tessy. Siedzibą gminy została miejscowość Épagny. 